# Ацетат церия(III)
Ацета́т це́рия(III) — химическое соединение, цериевая соль уксусной кислоты. Образует кристаллогидраты —обычно в виде Ce(CH3COO)3·1,5H2O (полуторный гидрат ацетата церия). Относится к ацетатам-солям. Образован металлом группы лантаноидов.

## Физические свойства
Белый порошок, растворим в воде и пиридине и не растворим в ацетоне. Безводный ацетат церия, в отличие от гидрата, растворим в этаноле. Полуторный гидрат церия Ce(CH3COO)3·1,5H2O теряет воду при 133 °С с переходом в аморфную безводную форму, переходит в кристаллическую происходит при 212 °С, а при 286 °С снова фазовый переход. Комплексы ацетата церия(III) люминесцируют в водном растворе.

## Получение
В промышленных масштабах и как неустойчивый промежуточный продукт ацетат церия получался при производстве ацетона пропусканием паров уксусной кислоты над нагретым каробонатом церия.
Обычный путь получения ацетата церия, используемый для множества ацетатов и других металлов, по реакции карбоната церия с уксусной кислотой.
Ce2(CO3)3 + 6CH3COOH → 2Ce(CH3COO)3 + 3H2O + 3CO2↑

## Химические свойства
- Термическое разложение при 310 °C приводит к образованию осно́вного ацетата церия(III), который далее разлагается до Ce2O2CO3 (основной карбонат), а дальнейшее нагревание приводит к образованию CeO2 и CO;
- В реакциях соединений Ce3+ с перекисью и ацетатом натрия при определённых условиях образуется основный ацетат перекиси церия, имеющий красновато-бурый цвет. На свойстве иона Ce4+ окрашивать свои соединения в цвета от жёлтого до коричневого и основаны колориметрические методы определения церия[3];
- Озонолиз с образованием жёлтого тетраацетата церия Ce(CH3COO)4 в присутствии нитрат-иона NO3−[4]

## Применение
Используется как катализатор в органическом синтезе. Ацетат церия(III) катализирует жидкофазное автоокисление крезолов бромид-ионом. Полуторный гидрат служит источником церия при производстве оксида церия(IV).